# Llei de Say
En economia, la llei de Say o llei dels mercats de Say és un principi atribuït a l'empresari i economista francès Jean-Baptiste Say (1767-1832) que diu que no hi pot haver demanda sense oferta. Un element central de la llei de Say és que la recessió no s'esdevé a causa d'una baixada de la demanda o de la manca de diner. Com més béns (per als quals hi haja demanda) es produesquin, més béns existiran (oferta) que es convertiran en demanda de nous béns. Per aquesta raó, la prosperitat creixeria estimulant la producció, no pas el consum. Des del punt de vista de Say, la creació de més diner simplement provoca inflació; el fet que hi hagi més diners i la mateixa quantitat de béns no suposa un increment de la demanda real. Say va argumentar que aquesta llei de mercats implica que no es pot produir un excés generalitzat de l'oferta sobre la demanda.
Amb els anys s'han plantejat almenys dues objeccions a la llei de Say: Es produeixen saturacions generals (excés d'oferta per damunt de la demanda), particularment durant les recessions i depressions, i els agents econòmics poden triar col·lectivament augmentar la quantitat de diners que tenen, i reduir així la demanda, però no l'oferta. La llei de Say va ser generalment acceptada durant tot el segle xix, tot i que es va modificar per a incorporar la idea d'un cicle “boom and bust”. Durant la Gran Depressió mundial de la dècada de 1930, les teories de l'economia keynesiana van disputar les conclusions de Say.